# 19e cérémonie des Filmfare Awards
La 19e cérémonie des Filmfare Awards s'est déroulée en 1972 à Bombay en Inde.

## Palmarès
| Catégorie                                 | Lauréat |
| ----------------------------------------- | --- |
| Meilleur film                             | Anand - produit par Hrishikesh Mukherjee, N.C. Sippy et Romu N. Sippy - réalisé par Hrishikesh Mukherjee - avec Rajesh Khanna, Amitabh Bachchan et Sumita Sanyal |
| Meilleur réalisateur                      | Raj Kapoor (Mera Naam Joker) |
| Meilleur acteur                           | Rajesh Khanna (Anand) |
| Meilleure actrice                         | Asha Parekh (Kati Patang) |
| Meilleur acteur dans un second rôle       | Amitabh Bachchan (Anand) |
| Meilleure actrice dans un second rôle     | Farida Jalal (Paras) |
| Meilleure prestation dans un rôle comique | Mehmood (Paras) |
| Meilleur compositeur                      | Shankar Jaikishan (Mera Naam Joker) |
| Meilleur parolier                         | Hasrat Jaipuri pour « Zindagi Ek Safar Hai Suhana » (Andaz) |
| Meilleur chanteur de playback             | Manna Dey pour « Eh Bhai Zara » (Mera Naam Joker) |
| Meilleure chanteuse de playback           | Asha Bhosle pour « Piya Tu Ab To Aaja » (Caravan) |
| Meilleure histoire                        | Hrishikesh Mukherjee (Anand) |
| Meilleur scénario                         | Basu Chatterjee (Sara Akash) |
| Meilleurs dialogues                       | Sampooran Singh Gulzar (Anand) |
| Meilleure photographie (noir & blanc)     | Kamal Bose (Dastak) |
| Meilleure photographie (couleur)          | Radhu Karmakar (Mera Naam Joker) |
| Meilleure direction artistique            | - |
| Meilleur son                              | Allauddin Khan Qureshi (Mera Naam Joker) |
| Meilleur montage                          | Hrishikesh Mukherjee (Anand) |

## Récompenses des critiques
| Catégorie     | Lauréat                      |
| ------------- | ---------------------------- |
| Meilleur film | Ashad Ka Ek Din de Mani Kaul |